# A Lebre e a Tartaruga

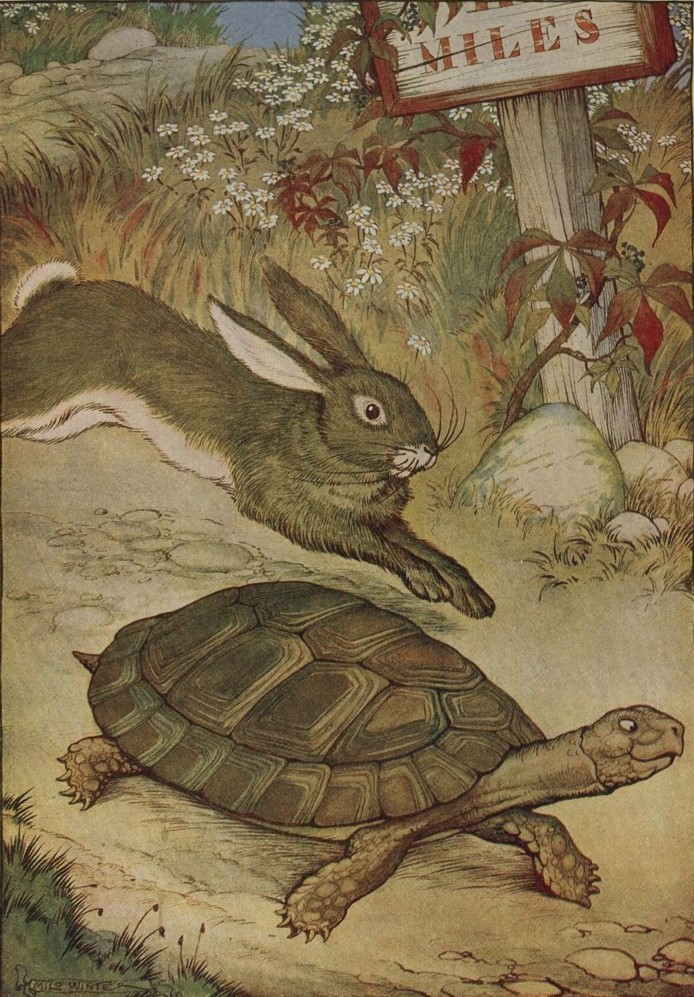
"A Lebre e a Tartaruga", ilustração de Milo Winter.

A Lebre e a Tartaruga é uma das Fábulas de Esopo, que foi posteriormente recontada por La Fontaine, na qual uma lenta tartaruga vence a corrida de uma lebre. É a fábula de número 226 no Indice Perry.

## História
Era uma vez... uma lebre e uma tartaruga.
A lebre vivia caçoando da lerdeza da tartaruga.
Certa vez, a tartaruga, já muito cansada por ser alvo de gozações, desafiou a lebre para uma corrida.
A lebre, muito segura de si, aceitou prontamente.
Não perdendo tempo, a tartaruga pôs-se a caminhar, com seus passinhos lentos, porém, firmes.
Logo a lebre ultrapassou a adversária e, vendo que ganharia fácil, parou e resolveu cochilar.
Quando acordou, não viu a tartaruga e começou a correr.
Já na reta final, viu finalmente a sua adversária cruzando a linha de chegada, toda sorridente.

## Moral
Mais vale um trabalho persistente do que os dotes naturais mal aproveitados.
Devagar se vai ao longe.